# 138 (число)
Вижте пояснителната страница за други значения на 138.
138 (сто тридесет и осем) е естествено, цяло число, следващо 137 и предхождащо 139.
Сто тридесет и осем с арабски цифри се записва „138“, а с римски цифри – „CXXXVIII“. Числото 138 е съставено от три цифри от позиционните бройни системи – 1 (едно), 3 (три), 8 (осем).

## Общи сведения
- 138 е четно число.
- 138-ият ден от годината е 18 май.
- 138 е година от Новата ера.

## Любопитни факти
- Към 2008 г. да открити 138 бр. египетски пирамиди.